# Tudelle
Tudelle település Franciaországban, Gers megyében. Lakosainak száma 56 fő (2022. január 1.). Tudelle Bazian, Belmont, Cazaux-d’Anglès és Roquebrune községekkel határos.

## Népesség
A település népessége az elmúlt években az alábbi módon változott:
| Lakosok száma | 55   | 55   | 52   | 68   | 59   | 60   | 59   | 53   | 54   | 56   |
|               | 1968 | 1982 | 1990 | 2006 | 2013 | 2015 | 2017 | 2019 | 2020 | 2022 |